# 御後繪
御後繪是15世紀至19世紀期間琉球國王的肖像畫。
琉球國王薨逝後，由御用畫師繪其生前的形象，納於圓覺寺進行供奉。御後繪的特點是以國王為中心且将其放大，旁邊配有较小比例的重臣和隨從形象，這強調了國王的權威和偉大。

## 現況
這些畫作於1945年在二戰冲繩島戰役後失蹤。目前只有10幅琉球國王的御後繪的樣子因在戰前由鎌倉芳太郎拍攝的黑白照片得以流傳下來，現展示在首里城公園南殿。現存的照片只有第二尚氏王朝國王的御後繪，其中最早的為尚圓王的御後繪，最晚的為尚育王的御後繪，畫師有向元瑚（小橋川朝安）、毛長禧（佐渡山安健）等。
琉球被日本吞併後，這些御後繪大約在明治年間被從圓覺寺轉移到了中城御殿（尚侯爵邸）保存。大正13年（1924年）5月至大正十四年（1925年）5月，鎌倉芳太郎在伊東忠太的陪同下進行琉球藝術調査，拍攝了10張御後繪的黑白照片。
真境名安興在其所著作《笑古漫談》中，曾提到他於大正十四年十月二日（1925年10月2日）來到尚伯爵邸（中城御殿）參觀御後繪。根據真境名安興所述，他共見到了18幅御後繪，分別是尚圓、尚真、尚清、尚元、尚寧、尚豐、尚賢、尚質、尚貞、尚純、尚敬、尚哲、尚穆、尚益、尚溫、尚成、尚灝和尚育。然而，真境名安興所描述的御後繪尺寸與鎌倉芳太郎所描述的不符。因此，有學者認為真境名安興見到的與鎌倉芳太郎拍攝的御後繪並不是相同的畫像。
在沖繩島戰役爆發之前，中城御殿的八名職員匆忙將尚家珍藏的寶物藏於御殿的一個側溝之中。中城御殿在戰爭中被燒毀，但埋藏寶藏的側溝未受波及，這一點受到尚家職員真榮平房敬的證實。然而，戰後這批寶藏神秘失蹤了。真榮平房敬認為尚家職員對這批寶物極為慎重，曾多次仔細確認其安全，因此極有可能沒有被燒毀，而是被人帶走了。。這批失蹤的寶藏中包括了尚家本《思草紙》、王冠、皮弁服（國王裝束），其中，尚家本《思草紙》於數年後在美國現身，海軍中校卡爾·W·斯坦菲爾特（Carl W. Stanfelt）將該文物送往哈佛大學鑒定，因而被美國聯邦調查局（FBI）發現並扣留。1953年，美國總統德懷特·艾森豪藉著培理來琉100週年的契機，將尚家本《思草紙》歸還給琉球，但王冠、皮弁服等文物至今仍下落不明。2000年，以第26屆八大工業國高峰會議在沖繩召開為契機，美國聯邦調查局將被盜的琉球王室物品王冠、皮弁服（國王裝束）及11件御後繪列入了被盜美術品列表中。2022年3月15日，王冠、皮弁服（國王裝束）及11幅御後繪被日本文化廳列入下落不明的未指定文化財（美術工藝品）列表中。
2024年3月，沖繩縣知事玉城丹尼宣佈，美國歸還了22件文物，其中包括尚敬王和尚育王的御後繪。這些文物是一個美國人在麻薩諸塞州東部家中閣樓上整理父親遺物時發現的，意識到含有FBI被盜美術品中時，他將此時報告給FBI。這些物品中附加有用打字機寫的匿名信，在閲讀了匿名信後FBI認為它們很可能是在二戰時期從沖繩掠奪的。

## 復原
現在有人根據殘存的照片和中國側的資料嘗試復原工作。1996年，佐藤文彦發表用丙烯颜料繪製的10幅彩色復原圖。2012年，尚育王的御後繪由東京藝術大學復原。。